# Ковбасна
Ковбасна — річка в Україні, у Жмеринському районі Вінницької області. Ліва притока річки Мурашка (басейн Дністра).

## Опис
Річка завдовжки 13 км, похил річки — 5,8 м/км. Формується з багатьох безіменних струмків та 2 водойм. Площа басейну 45,6 км².

## Розташування
Бере початок на північ від села Мальовниче і тече через нього переважно на південний захід. У селі Слобода-Шаргородська впадає у річку Мурашку, праву притоку Мурафи.
Населені пункти вздовж берегової смуги: Козлівка, Шаргород. 
Річку перетинає автошлях територіального значення Т 0229.